# ナカG
ナカG（ナカジー、11月26日 - ）は、日本の漫画家。京都府出身。

## 経歴
2002年、「トレーディング番長」（『コミックビーム』）でデビュー。
2011年夏、コミックマーケットにて販売された「Berryz工房 vs ももいろクローバーZ」（同人誌版『推しメン最強伝説 1』に掲載）が話題となり、連載やオフィシャル仕事を依頼されるようになった。
2013年6月には、初の単行本『ナカGの推しメン最強伝説』を出版した。

## 作品リスト

### 漫画

#### 連載
- ハロチャンA（2012年4月 - 、ハロー!チャンネル）
- ナカGのハロコミ伝説（ - 2012年、BUBKA）
- ナカGの推しメン最強伝説（2012年11月 - 2013年5月、ぽこぽこ（web連載））[4]
- ナカGの推しメン最強伝説season2（2013年8月 - 連載中、ぽこぽこ（web連載））[5]
- ナカGのアイドル100万点（2013年 - 、BUBKA）[6]
- 雑誌『CDジャーナル』（2012年1月 - ） - ハロプロ漫画連載
- 雑誌『月刊エンタメ』（2013年11月 - ） - 漫画『みらいのアイドル』連載

#### 読み切り
- ネキスト・ジェネレーション（月刊コミックビーム 2007年1月号）『ビーム短編傑作選 奥村編集長セレクション いちぢく編』に収録

### 書籍

#### 漫画単行本
- ナカGの推しメン最強伝説（2013年6月26日、太田出版）[3]

### CDジャケット
- アップアップガールズ（仮）シングル「アッパーカット!/夕立ち!スルー・ザ・レインボー」ジャケットイラスト（2012年6月）[7]
- アップアップガールズ（仮）シングル「なめんな!アシガールズ/マーブルヒーロー」ジャケットイラスト（2012年9月）[8]
- アップアップガールズ（仮）シングル「銀河上々物語/Burn the fire!!/ナチュラルボーン・アイドル」ジャケットイラスト（2013年6月）[9]
- ハロー!プロジェクトの全曲から集めちゃいました! Vol.1 アイドル三十六房編（南波一海×嶺脇育夫） ジャケットイラスト
- ハロー!プロジェクトの全曲から集めちゃいました! Vol.2 吉田豪編 ジャケットイラスト
- ハロー!プロジェクトの全曲から集めちゃいました! Vol.3 掟ポルシェ編 ジャケットイラスト
- ハロー!プロジェクトの全曲から集めちゃいました! Vol.4 小出祐介 (Base Ball Bear) 編 ジャケットイラスト
- ハロー!プロジェクトの全曲から集めちゃいました! Vol.5 tofubeats編 ジャケットイラスト
- ハロー!プロジェクトの全曲から集めちゃいました! Vol.6 女子ミュージシャン編 （大森靖子・津野米咲（赤い公園）・ユリナ（住所不定無職）） ジャケットイラスト
- クルミクロニクル シングル「White Sweet Cake」ジャケットイラスト

### Tシャツイラスト
- アップアップガールズ（仮） メンバーTシャツ・メンバーソロTシャツ
- RYUTist Tシャツ タオル
- 大森靖子 クラブクアトロワンマンライブ　Tシャツ・クリアファイル
- 大森靖子 アルバム『魔法が使えないなら死にたい』タワレコ特典ステッカー
- 大森靖子 マグカップ
- Negicco 新潟ワンマンツアーTシャツ
- クルミクロニクル Tシャツ・トートバッグ
- モーニング娘。 ハロショコラボTシャツ・パーカー・缶バッジ・クリアファイル
- Berryz工房 ハロショコラボTシャツ・パーカー・缶バッジ・クリアファイル
- ℃-ute ハロショコラボTシャツ・パーカー・缶バッジ・クリアファイル
- スマイレージ ハロショコラボTシャツ・パーカー・缶バッジ・クリアファイル
- Juice=Juice ハロショコラボTシャツ・パーカー・缶バッジ・クリアファイル
- T-Palette感謝祭 Tシャツ
- Base Ball Bear Tour『光源』コラボTシャツ・コーチジャケット

### Music Video
- lyrical school / ゆめであいたいね MVアニメーション制作

## イベント
- ナカGフェス（2015年12月23日、新宿MARZ）アップアップガールズ(仮)、アイドルネッサンス、RYUTist、KusKus
- nakaGcafe（2016年8月14日、東京カルチャーカルチャー）RYUTist
- 第2回 ナカGフェス（2016年11月22日、新宿ReNY）こぶしファクトリー、アイドルネッサンス、RTUTist、:OPアクト ハコイリ♡ムスメ
- 第3回 ナカGフェス（2017年10月19日、新宿ReNY）つばきファクトリー、東京女子流、RYUTist、miracle²
- 第4回 ナカGフェス（2018年10月17日、新宿ReNY）つばきファクトリー、RYUTist、Magical²、南端まいな、乙女マンジ学園、やまとなでしこセミコロン、上々軍団
- 第5回 ナカGフェス（2019年8月29日、新宿ReNY）ハロプロ研修生ユニット、桜エビ〜ず、BEYOOOOONDS、東京女子流
- 第6回 ナカGフェス（2024年2月、新宿ReNY）ZOC、つばきファクトリー、Lucky²

## 関連人物
- 井上三太

アシスタントとして井上三太に従事した。
- とよ田みのる

アシスタントとしてとよ田みのるに従事した。ナカGはとよ田みのるを「みのる君」と呼ぶ関係である。